# Too big to fail
Too big to fail een kwalificatie voor organisaties, meestal banken of andere financiële instellingen, die zó groot zijn dat de overheid niet kan toestaan dat zo'n instelling "omvalt", dus failliet gaat. Dat zou te grote consequenties hebben voor het functioneren van en het vertrouwen in het financieel systeem.
Dit geldt in de eerste plaats voor grote consumentenbanken; als zo'n bank omvalt raken heel veel spaarders hun spaargeld kwijt.
Ook van sommige certificaatverleners wordt gezegd dat ze too big to fail zijn: het intrekken van hun autoriteit zou zulke grote gevolgen hebben voor de beveiliging van het internetverkeer, dat niemand dat aandurft, zelfs als duidelijk zou worden dat het bedrijf niet langer betrouwbaar is.
- In de jaren tachtig van de twintigste eeuw werd "Continental Illinois" gezien als "too big to (let) fail"; het was destijds qua inleg de zevende bank van de Verenigde Staten.

Als gevolg van de kredietcrisis is de casuïstiek in 2008 verder aangevuld:
- De Federal Reserve Bank is Fannie Mae en Freddie Mac te hulp geschoten. Het omvallen van deze twee Amerikaanse verzekeraars van hypotheekleningen zou (te) ernstige consequenties hebben voor de overige financiële instellingen.
- Op 17 september 2008 werd bekend dat de Federal Reserve Bank met een kapitaal-injectie van 85 miljard dollar de (grote) verzekeraar AIG van de ondergang heeft gered. Dit besluit werd onderbouwd met de stelling, dat een ondergang van AIG een aanmerkelijke kans op een systeemcrisis zou hebben betekend.
- Voor Lehman Brothers was de kwalificatie kennelijk niet van toepassing. Dat was dan ook geen consumentenbank maar een investeringsbank.

## Tegenreactie
Omdat de gegarandeerde staatssteun aan grote banken ertoe leidt dat deze grotere risico's nemen dan dat ze zonder garantie zouden doen, een zogenaamde moral hazard, is in de Verenigde Staten een initiatief ontstaan om spaargelden te verplaatsen naar kleinere banken. Het doel van "Move Your Money" is dat er uiteindelijk simpelweg geen te grote banken meer zijn. Dit initiatief heeft in maart 2011 in Nederland navolging gekregen met de site "Verhuis je geld!"